# Karnıyarık
Il karnıyarık (letteralmente: "pancia sventrata") è un piatto tipico della cucina turca.
Il karnıyarık è solitamente cotto in un forno e servito caldo, quasi sempre accompagnato da riso. È presente in quasi tutte le regioni della Turchia e si consuma prevalentemente nei mesi estivi, sia a pranzo che a cena. In genere si serve con l'accompagnamento di riso in bianco.

Una variante del karnıyarık è l'imam bayıldı che non comprende la carne di riempimento e si serve freddo.

## Ingredientikarnıyarık:

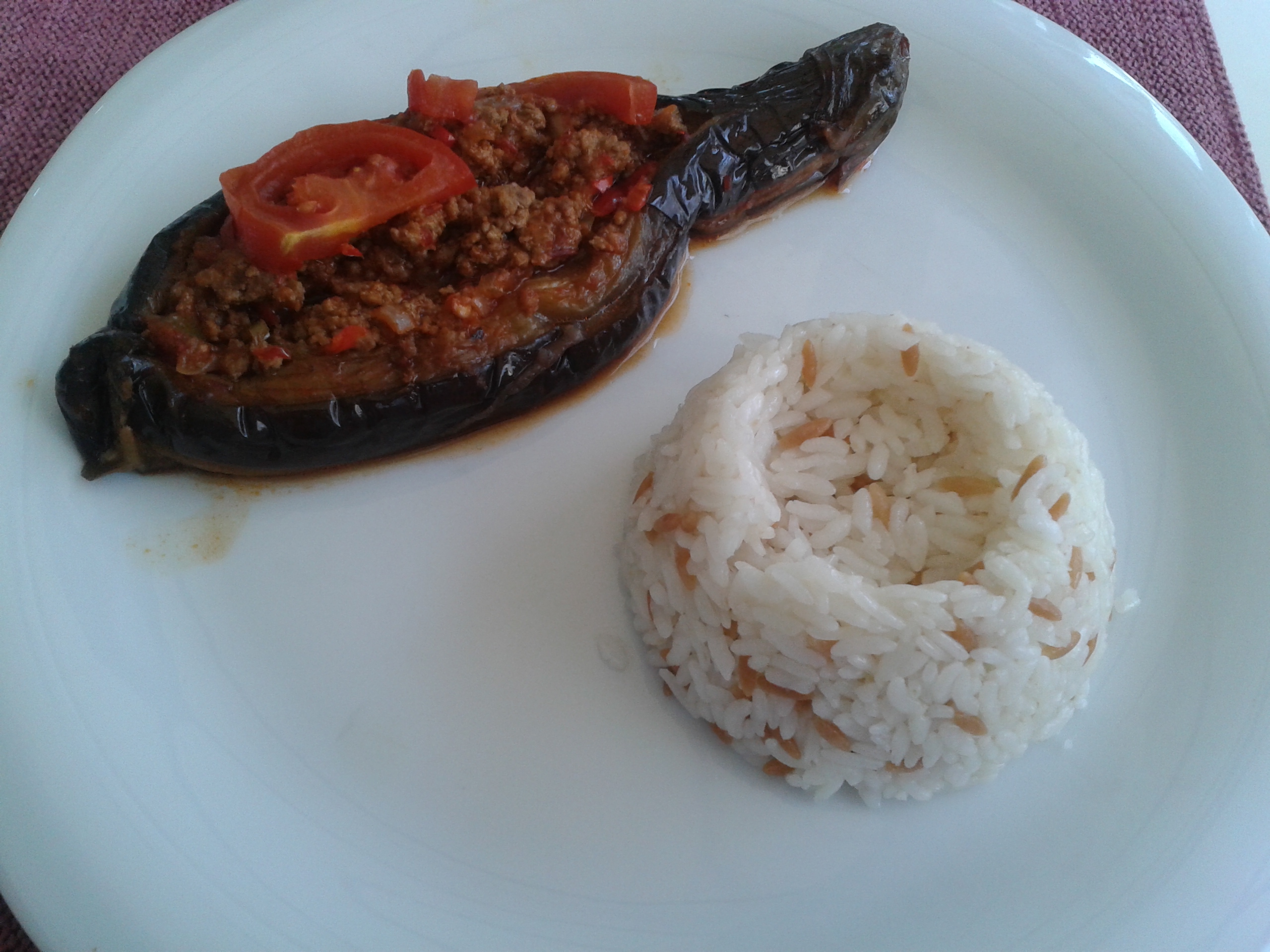
Karnıyarık impiattato con riso pilaf

Ecco gli ingredienti per preparare le Karnıyarık, le melanzane farcite. Di questo piatto esistono innumerevoli varianti. Questa è la più diffusa:
- 4 melanzane lunghe medie
- 300 grammi di tritato
- una cipolla
- uno spicchio d’aglio
- due pomodori maturi
- due peperoncini friarielli
- un cucchiaio di concentrato di pomodoro
- 4 cucchiai di olio d’oliva
- sale e pepe